# Campeonato Maranhense 2023
El Campeonato Maranhense de Fútbol 2023 fue la 102.ª edición de la primera división de fútbol del estado de Maranhão. El torneo fue organizado por la Federação Maranhense de Futebol (FMF). El torneo comenzó el 11 de enero y finalizó el 26 de marzo.
Maranhão Atlético Clube se consagró campeón tras vencer en tanda de penales en la final a Moto Club, volviendo a ser campeón estatal después de diez años, para sumar así su título número 16.

## Sistema de juego[2]

### Primera fase
- Fase de grupos: Los 8 equipos se dividen en dos grupos de 4 cada uno, enfrentando cada club en modalidad de todos contra todos al resto de equipos de su grupo en sola rueda. Culminadas las tres fechas, los dos primeros equipos de cada grupo clasifican a las semifinales.

- Semifinales: Los enfrentamientos se emparejan con respecto al puntaje de la fase de grupos, de la siguiente forma:
  - 1.º A vs. 2.º B
  - 1.º B vs. 2.º A

- Final: Los dos ganadores de las semifinales disputan la final, el ganador clasificará a la final estadual.

- Nota 1: Se disputan a partido único, siendo local el equipo con mayor cantidad de puntos hasta aquel momento.
- Nota 2: En caso de empate en cualquier llave, el ganador se definirá en tanda de penales.

### Segunda fase
- Fase de grupos: Los 8 equipos se dividen en dos grupos de 4 cada uno, enfrentando cada club, esta vez, al resto de equipos del otro grupo en sola rueda. Culminadas las cuatro fechas, los dos primeros equipos de cada grupo clasifican a las semifinales.

- Semifinales: Los enfrentamientos se emparejan con respecto al puntaje de la fase de grupos, de la siguiente forma:
  - 1.º A vs. 2.º B
  - 1.º B vs. 2.º A

- Final: Los dos ganadores de las semifinales disputan la final, el ganador clasificará a la final estadual.

- Nota 1: Se disputan a partido único, siendo local el equipo con mayor cantidad de puntos hasta aquel momento.
- Nota 2: En caso de empate en cualquier llave, el ganador se definirá en tanda de penales.

### Final estadual
La disputan los ganadores de ambas fases, jugándose en partidos de ida y vuelta. En caso un equipo gane tanto la primera como la segunda fase, será automáticamente campeón.
- Nota: En caso de empate en puntos y diferencia de goles, se definirá en tanda de penales. No se consideran los goles de visita.

### Descensos
Los dos equipos con menor puntaje en las sumatorias de los puntos de la primera y segunda fase, perderán la categoría.

## Equipos participantes
| Equipo         | Ciudad              | Estadio (Capacidad)      | Posición 2022      | Títulos (último) |
| -------------- | ------------------- | ------------------------ | ------------------ | ---------------- |
| Chapadinha     | Chapadinha          | Lucidão (2300)           | 2.º (2.ª división) | 0                |
| Cordino        | Barra do Corda      | Leandro Cláudio (1200)   | 2.º                | 0                |
| IAPE           | São Luís            | Nhozinho Santos (11 429) | 4.º                | 0                |
| Maranhão       | São Luís            | Castelão (40 149)        | 1.º (2.ª división) | 15 (2013)        |
| Moto Club      | São Luís            | Castelão (40 149)        | 3.º                | 26 (2018)        |
| Pinheiro       | Pinheiro            | Costa Rodrigues (5000)   | 6.º                | 0                |
| Sampaio Corrêa | São Luís            | Castelão (40 149)        | Campeón            | 36 (2022)        |
| São José       | São José de Ribamar | Dário Santos (600)       | 5.º                | 0                |

| Crecimiento | Equipos provenientes del Campeonato Maranhense de Segunda División 2022. |

## Primera fase

### Fase de grupos

#### Grupo A
| Pos. | Equipo         | Pts. | PJ | G | E | P | GF | GC | Dif. | Clasificación |
| ---- | -------------- | ---- | -- | - | - | - | -- | -- | ---- | ------------- |
| 1    | Sampaio Corrêa | 9    | 3  | 3 | 0 | 0 | 5  | 0  | +5   | Fase Final.   |
| 2    | IAPE           | 3    | 3  | 1 | 0 | 2 | 2  | 3  | −1   | Fase Final.   |
| 3    | Chapadinha     | 3    | 3  | 1 | 0 | 2 | 4  | 6  | −2   |               |
| 4    | Pinheiro       | 3    | 3  | 1 | 0 | 2 | 3  | 5  | −2   |               |

 Fuente: FMF
Criterios de clasificación: 1) Puntos; 2) Partidos ganados; 3) Diferencia de gol; 4) Goles anotados; 5) Enfrentamiento directo entre los equipos en cuestión (solo dos); 6) Menor cantidad de tarjetas rojas; 7) Menor cantidad de tarjetas amarillas; 8) Sorteo.

##### Resultados
| Local \ Visitante | CHA | IAP | PIN | SAM |
| ----------------- | --- | --- | --- | --- |
| Chapadinha        | —   | 1–2 | 3–2 | —   |
| IAPE              | —   | —   | 0–1 | 0–1 |
| Pinheiro          | —   | —   | —   | 0–2 |
| Sampaio Corrêa    | 2–0 | —   | —   | —   |

#### Grupo B
| Pos. | Equipo    | Pts. | PJ | G | E | P | GF | GC | Dif. | Clasificación |
| ---- | --------- | ---- | -- | - | - | - | -- | -- | ---- | ------------- |
| 1    | Maranhão  | 7    | 3  | 2 | 1 | 0 | 9  | 1  | +8   | Fase Final.   |
| 2    | Moto Club | 5    | 3  | 1 | 2 | 0 | 2  | 1  | +1   | Fase Final.   |
| 3    | Cordino   | 4    | 3  | 1 | 1 | 1 | 5  | 4  | +1   |               |
| 4    | São José  | 0    | 3  | 0 | 0 | 3 | 3  | 13 | −10  |               |

 Fuente: FMF
Criterios de clasificación: 1) Puntos; 2) Partidos ganados; 3) Diferencia de gol; 4) Goles anotados; 5) Enfrentamiento directo entre los equipos en cuestión (solo dos); 6) Menor cantidad de tarjetas rojas; 7) Menor cantidad de tarjetas amarillas; 8) Sorteo.

##### Resultados
| Local \ Visitante | COR | MAR | MOT | SJO |
| ----------------- | --- | --- | --- | --- |
| Cordino           | —   | 0–1 | 0–0 | —   |
| Maranhão          | —   | —   | 1–1 | —   |
| Moto Club         | —   | —   | —   | 1–0 |
| São José          | 3–5 | 0–7 | —   | —   |

### Fase Final
|  | Semifinales      | Semifinales      | Semifinales      |              |                | Final          | Final       | Final       |  |
|  | 22 y 26 de enero | 22 y 26 de enero | 22 y 26 de enero |              |                | 29 de enero    | 29 de enero | 29 de enero |  |
|  |                  |                  |                  |              |                |                |             |             |  |
|  |                  |                  |                  |              |                |                |             |             |  |
|  | 1A               | Sampaio Corrêa   | 2                |              |                |                |             |             |  |
|  | 1A               | Sampaio Corrêa   | 2                |              |                |                |             |             |  |
|  | 2B               | Moto Club        | 0                |              |                |                |             |             |  |
|  | 2B               | Moto Club        | 0                |              | Sampaio Corrêa | Sampaio Corrêa | 0 (2)       |             |  |
|  |                  |                  |                  |              | Sampaio Corrêa | Sampaio Corrêa | 0 (2)       |             |  |
|  |                  |                  | Maranhão (p)     | Maranhão (p) | 0 (4)          |                |             |             |  |
|  | 1B               | Maranhão         | Maranhão (p)     | Maranhão (p) | 0 (4)          | 3              |             |             |  |
|  | 1B               | Maranhão         |                  |              |                | 3              |             |             |  |
|  | 2A               | IAPE             | 1                |              |                |                |             |             |  |
|  | 2A               | IAPE             | 1                |              |                |                |             |             |  |
|  |                  |                  |                  |              |                |                |             |             |  |

Nota: El equipo que ocupa la primera línea es local en la serie.

## Segunda fase

### Fase de grupos

#### Grupo A
| Pos. | Equipo         | Pts. | PJ | G | E | P | GF | GC | Dif. | Clasificación |
| ---- | -------------- | ---- | -- | - | - | - | -- | -- | ---- | ------------- |
| 1    | Sampaio Corrêa | 10   | 4  | 3 | 1 | 0 | 14 | 3  | +11  | Fase Final.   |
| 2    | Pinheiro       | 7    | 4  | 2 | 1 | 1 | 12 | 4  | +8   | Fase Final.   |
| 3    | Chapadinha     | 4    | 4  | 1 | 1 | 2 | 8  | 8  | 0    |               |
| 4    | IAPE           | 4    | 4  | 1 | 1 | 2 | 5  | 7  | −2   |               |

 Fuente: FMF
Criterios de clasificación: 1) Puntos; 2) Partidos ganados; 3) Diferencia de gol; 4) Goles anotados; 5) Enfrentamiento directo entre los equipos en cuestión (solo dos); 6) Menor cantidad de tarjetas rojas; 7) Menor cantidad de tarjetas amarillas; 8) Sorteo.

#### Grupo B
| Pos. | Equipo    | Pts. | PJ | G | E | P | GF | GC | Dif. | Clasificación |
| ---- | --------- | ---- | -- | - | - | - | -- | -- | ---- | ------------- |
| 1    | Maranhão  | 8    | 4  | 2 | 2 | 0 | 8  | 3  | +5   | Fase Final.   |
| 2    | Moto Club | 6    | 4  | 2 | 0 | 2 | 5  | 5  | 0    | Fase Final.   |
| 3    | Cordino   | 5    | 4  | 1 | 2 | 1 | 5  | 6  | −1   |               |
| 4    | São José  | 0    | 4  | 0 | 0 | 4 | 4  | 25 | −21  |               |

 Fuente: FMF
Criterios de clasificación: 1) Puntos; 2) Partidos ganados; 3) Diferencia de gol; 4) Goles anotados; 5) Enfrentamiento directo entre los equipos en cuestión (solo dos); 6) Menor cantidad de tarjetas rojas; 7) Menor cantidad de tarjetas amarillas; 8) Sorteo.

#### Resultados
| Local \ Visitante | CHA | IAP | PIN | SAM | COR | MAR | MOT | SJO  |
| ----------------- | --- | --- | --- | --- | --- | --- | --- | ---- |
| Chapadinha        | —   | —   | —   | —   | —   | —   | —   | 6–2  |
| IAPE              | —   | —   | —   | —   | 1–1 | —   | 0–3 | —    |
| Pinheiro          | —   | —   | —   | —   | 0–2 | —   | 2–0 | 10–2 |
| Sampaio Corrêa    | —   | —   | —   | —   | —   | 2–2 | —   | 5–0  |
| Cordino           | 1–1 | —   | —   | 1–4 | —   | —   | —   | —    |
| Maranhão          | 3–1 | 3–0 | 0–0 | —   | —   | —   | —   | —    |
| Moto Club         | 2–0 | —   | —   | 0–3 | —   | —   | —   | —    |
| São José          | —   | 0–4 | —   | —   | —   | —   | —   | —    |

### Fase Final
|  | Semifinales     | Semifinales     | Semifinales     |           |          | Final       | Final       | Final       |  |
|  | 5 y 12 de marzo | 5 y 12 de marzo | 5 y 12 de marzo |           |          | 19 de marzo | 19 de marzo | 19 de marzo |  |
|  |                 |                 |                 |           |          |             |             |             |  |
|  |                 |                 |                 |           |          |             |             |             |  |
|  | 1B              | Maranhão        | 3               |           |          |             |             |             |  |
|  | 1B              | Maranhão        | 3               |           |          |             |             |             |  |
|  | 2A              | Pinheiro        | 0               |           |          |             |             |             |  |
|  | 2A              | Pinheiro        | 0               |           | Maranhão | Maranhão    | 0           |             |  |
|  |                 |                 |                 |           | Maranhão | Maranhão    | 0           |             |  |
|  |                 |                 | Moto Club       | Moto Club | 1        |             |             |             |  |
|  | 1A              | Sampaio Corrêa  | Moto Club       | Moto Club | 1        | 0           |             |             |  |
|  | 1A              | Sampaio Corrêa  |                 |           |          | 0           |             |             |  |
|  | 2B              | Moto Club       | 2               |           |          |             |             |             |  |
|  | 2B              | Moto Club       | 2               |           |          |             |             |             |  |
|  |                 |                 |                 |           |          |             |             |             |  |

Nota: El equipo que ocupa la primera línea es local en la serie.

## Final
| 22 de marzo, 19:30 (UTC-3) | Moto Club | 1:1 (0:1) | Maranhão     | Estadio Nhozinho Santos, São Luís                                     |                                                                       |
|                            | Enzzo 61' | Reporte   | Fabrício 15' | Asistencia: 2 537 espectadores Árbitro(s): Ranilton Oliveira de Sousa | Asistencia: 2 537 espectadores Árbitro(s): Ranilton Oliveira de Sousa |

| 26 de marzo, 16:00 (UTC-3)                                | Maranhão                                                                      | 1:1 (0:0) (5:4 p.)         | Moto Club                                                            | Estadio Castelão, São Luís                                    |                                                               |
|                                                           | Edson 90+8'                                                                   | Reporte                    | Léo Silva 90+5'                                                      | Asistencia: 2 617 espectadores Árbitro(s): Maykon Matos Nunes | Asistencia: 2 617 espectadores Árbitro(s): Maykon Matos Nunes |
|                                                           |                                                                               | Tiros desde el punto penal |                                                                      |                                                               |                                                               |
|                                                           | Leone · Fabrício · Carlos Gabriel · Guilherme Capote · Cavi · Rafael Teixeira |                            | Renan Almeida · Wanderley Silva · Léo Silva · Enzzo · Waldir · Jonas |                                                               |                                                               |
| Maranhão fue el primero en patear en la tanda de penales. |                                                                               |                            |                                                                      |                                                               |                                                               |

| Bandera del estado de Maranhão |
| Campeón                        |
| Maranhão 16.° título           |

## Clasificación final
| Pos. | Equipo         | Pts. | PJ | G | E | P | GF | GC | Dif. | Clasificación                                                  |
| ---- | -------------- | ---- | -- | - | - | - | -- | -- | ---- | -------------------------------------------------------------- |
| 1.°  | Maranhão (C)   | 24   | 13 | 6 | 6 | 1 | 25 | 8  | +17  | Copa de Brasil 2024, Copa do Nordeste 2024 y Serie D 2024.     |
| 2.°  | Moto Club      | 19   | 12 | 5 | 4 | 3 | 12 | 10 | +2   | Copa de Brasil 2024, Pre-Copa do Nordeste 2024 y Serie D 2024. |
| 3.°  | Sampaio Corrêa | 23   | 10 | 7 | 2 | 1 | 21 | 5  | +16  | Copa de Brasil 2024.                                           |
| 4.°  | Pinheiro       | 10   | 8  | 3 | 1 | 4 | 15 | 12 | +3   |                                                                |
| 5.°  | Cordino        | 9    | 7  | 2 | 3 | 2 | 10 | 10 | 0    |                                                                |
| 6.°  | Chapadinha     | 7    | 7  | 2 | 1 | 4 | 12 | 14 | −2   |                                                                |
| 7.°  | IAPE           | 7    | 8  | 2 | 1 | 5 | 8  | 13 | −5   | Segunda División 2024.                                         |
| 8.°  | São José       | 0    | 7  | 0 | 0 | 7 | 7  | 38 | −31  | Segunda División 2024.                                         |

Reglas de clasificación: 1) Puntos; 2) Partidos ganados; 3) Diferencia de gol; 4) Goles anotados; 5) Enfrentamiento directo entre los equipos en cuestión (solo dos); 6) Menor cantidad de tarjetas rojas; 7) Menor cantidad de tarjetas amarillas; 8) Sorteo.